# Hồ Cốc
Hồ Cốc là bãi biển nhỏ nằm trên địa bàn xã Bưng Riềng, huyện Xuyên Mộc, tỉnh Bà Rịa Vũng Tàu, cách Thành phố Hồ Chí Minh khoảng 125 km về phía Đông Nam. Nơi đây đáng chú ý vì có suối nước nóng và một khu rừng mưa với diện tích khoảng 11.000 ha đã được công nhận là khu bảo tồn thiên nhiên vào năm 1975. 

#### Vì sao có tên gọi "Hồ Cốc"?
Tên gọi “Hồ Cốc” có rất nhiều cách lý giải khác nhau.
Có người cho rằng sở dĩ có tên Hồ Cốc là do thuở sơ khai trời làm hạn hán khiến cuộc sống muôn loài khổ cực, loài Cóc đã thay mặt tất cả muôn loài đến yết kiến Thượng Đế để đòi mưa. Quá trình đi đòi mưa vô cùng khổ ải và trên đường đi vạn dặm Cóc chúa đã “ngã xuống” hoá thành một tảng đá lớn mà nay người ta gọi là “Hòn Cóc”. Tên Hồ Cốc được bắt nguồn từ việc Cóc chúa hoá đá do đọc trại chữ mà thành “cốc”.
Một giải thích khác cho rằng nơi này trước đây có những tán rừng bao bọc với cây cối tồn tại chủ yếu là cây cóc rừng nên mới có tên gọi là Hồ Cốc ( chữ “cốc” ở đây cũng bị cho là do đọc trại từ “cóc” mà ra).
Hoặc cũng có một giải thích khác rằng do địa hình nơi này cong cong “hình vòng cung”, làm người ta liên tưởng đến “am cốc” hoặc “chiếc cốc đựng nước” khổng lồ do đá hình thành nằm lấp sấp dưới biển nên nơi đây có tên là “Hồ Cốc”.
Những năm gần đây, xung quanh Hồ Cóc đã phát triển nhiều Khu Du lịch (KDL) và resort sang trọng. Các KDL cung cấp các dịch vụ giải trí như chèo thuyền kayak, kéo phao, câu cá bằng thuyền thúng, cắm trại giữa rừng tràm, và cho thuê xe đạp để du ngoạn,...